# Ultimate Comics: Avengers
 Ultimate Comics: Avengers è una serie a fumetti pubblicata negli Stati Uniti d'America dalla Marvel Comics e ambientata nell'universo Ultimate.

## Storia editoriale
Il curatore editoriale Joe Quesada decise di rilanciare l'Universo Ultimate con una nuova linea di testate chiedendo a Mark Millar di occuparsi della nuova testata dedicata ai Vendicatori; questi seguì i primi quattro archi narrativi da sei numeri l'uno realizzati ciascuno da un diverso disegnatore:
la prima serie, Ultimate Comics: Avengers (vol. 1), venne edita da ottobre 2009 a giugno 2010 con la saga "La nuova generazione", disegnata da Carlos Pacheco; la seconda, Ultimate Comics: Avengers (vol. 2), con la saga "Delitto e castigo" disegnata da Leinil Francis Yu; la terza, Ultimate Comics: Avengers (vol. 3), venne edita da ottobre 2010 a marzo 2011 con la saga "Blade contro i Vendicatori", disegnata da Steve Dillon; la quarta e ultima serie, Ultimate Avengers vs. New Ultimates, venne edita da febbraio 2011 a settembre 2011 con la saga "Vendicatori contro gli Ultimates", disegnata da Leinil Francis Yu.

## Cicli di storie
- La Nuova Generazione: Nicholas Fury fa il suo ritorno nel suo universo a tre settimane dalla fine dell'attacco terroristico di Magneto, scoprendo di essere stato licenziato e di trovarsi anche sul filo del rasoio con la stessa giustizia americana. Viene però contattato da Clint Barton affinché collabori con le unità S.H.I.E.L.D. per risolvere una questione di emergenza nazionale: Capitan America ha disertato quando è venuto a conoscenza dell'esistenza del mercenario dal nome in codice Teschio Rosso. Il giorno prima dell'incontro tra le due spie, Clint e Cap si erano scontrati con le milizie terroriste dell'A.I.M. (Advanced Idea Mechanics) le quali hanno attaccato il Baxter Building per rubare il progetto considerato il fiore all'occhiello tra tutti quelli sviluppati da Reed Richards: il Cubo Cosmico. Cap, data la sua superiore abilità militare, riesce a mettere in crisi i terroristi ma giunto al momento del recupero dei progetti rubati compare un uomo dal volto sfigurato che in pochi secondi mette al tappeto l'agente a stelle e strisce, gettandolo giù dall'elicottero su cui si trovavano. Salvato per il rotto della cuffia da Clint, Steve Rogers, visivamente scioccato, gli riferisce le parole che il terrorista gli aveva sussurrato mentre lo massacrava: "Sono tuo figlio". Carol Danvers di fronte a questi fatti vuole una spiegazione da parte di Fury, e lui senza troppi giri di parole le espone quello che avrebbe dovuto essere il "Nuovo Piano Rinascita": allevare il figlio di Cap, nato dopo una notte di fuoco tra Steve e la sua ragazza Gail Richards, per trasformarlo in una versione più potenziata di quella che fu il padre. Il ragazzo però nel '63 si ribellò, massacrò tutti i soldati della base in cui era rinchiuso e si sfigurò per darsi una faccia diversa da quella che suo padre gli aveva dato. Per risolvere la situazione, Fury propone di organizzare una squadra di recupero, prima per catturare Rogers e poi per riottenere i dati del Cubo; così, preso Barton dalla sua, contattò anche altri agenti tra i quali Monica Chang (la Nuova Vedova Nera), Red Wasp, Gregory Stark ed il Col. James Rhodes (War Machine). Gregory, fratello maggiore del più famoso Iron Man, fornisce a Fury un nuovo agente, un clone intelligente di Hulk. I Vendicatori, nome in codice della squadra, entrano in azione e scoprono che Rogers si trova a Parigi: dopo uno scontro piuttosto violento per le vie della capitale francese, in cui Cap riesce a tener testa a tutti i membri quasi senza troppi sforzi, il gruppo riesce a recuperare il fuggiasco ed a imprigionarlo presso la sede locale dello S.H.I.E.L.D.. A missione compiuta, Gregory Stark li informa che il cubo sta per essere completato presso un distaccamento dell'A.I.M. in Alaska e Nick ordina un attacco diretto di tutto il gruppo contro quella base. Teletrasportati sul posto, i cinque fanno irruzione ma trovano uno spettacolo agghiacciante: cumuli di corpi dilaniati delle truppe A.I.M. sparsi per tutto il campo. La verità dietro quello scempio è ancora peggiore: il Cubo è stato completato in anticipo e il Teschio ne è ora il detentore, con tutta l'intenzione di volerci "giocare" un po', usando i cinque agenti S.H.I.E.L.D. come cavie. Nel frattempo, Cap è riuscito a fuggire dalla base francese ed a rubare un tele-aereo (mezzo ibrido da un jet-sonico e un teletrasportatore, in grado di compiere balzi di ottocento miglia) per raggiungere i Vendicatori: il piano di Cap era infatti di attirare gli agenti in una trappola e piazzare delle "cimici" su di loro per poi rintracciarli tramite un localizzatore. Dopo alcuni "balzi", Steve giunge sul luogo della battaglia, dove il potere del cubo è pronto per essere manifestato. Il tentativo di prendere di sorpresa il Teschio fallisce, poiché il Cubo devia la traiettoria facendolo andare a schiantare al suolo. Ormai si è quasi giunti alla fine di tutto: il Teschio si è impratichito abbastanza dell'enorme potere messo a sua disposizione e sta per mandare tutti all'altro mondo. All'improvviso però il tele-aereo si rimette in moto e trafigge il petto del terrorista con uno degli spuntoni; lo sbalzo improvviso fa cadere il Cubo di mano al terrorista, privandolo così del suo potere. Poche ore dopo il Teschio è tenuto in vita collegato ad una macchina presso un ospedale dello S.H.I.E.L.D. a New York, dove confessa il vero motivo del suo ritorno e del perché tenesse tanto al Cubo: voleva cambiare gli eventi successivi alla guerra in modo tale che suo padre tornasse dalla sua ultima missione, sposasse sua madre e vivessero una vita felice come una vera famiglia. Dopo la confessione, viene freddato da un colpo di pistola alla testa per mano della dottoressa Petra Laskov, alias Red Wasp, alias ex-Swarm dei Liberatori e una delle tante vittime a cui il figlio di Cap aveva rovinato la vita nel corso dei suoi anni da mercenario. Successivamente si scopre che il Teschio Rosso era venuto a conoscenza dell'esistenza del Cubo non dall'A.I.M., bensì da un suo contatto segreto, che si rivela essere Nick Fury. Il neodirettore dei Vendicatori aveva pensato che il ricordo della presenza nel mondo di minacce come il Teschio avrebbe obbligato i grandi capi dello S.H.I.E.L.D. a riaffidarsi a lui, cosa che appunto è successa: Fury vuole indietro il suo lavoro e farà di tutto per poterlo riottenere.

Formazione:
- - Nick Fury: ex-direttore dello S.H. I.E.L.D., appena tornato dal suo esilio nell'Universo dello Squadrone Supremo, è l'agente-capo dell'operazione e successivamente Direttore della Task Force stessa. Uomo dai mille misteri e dalla vasta esperienza, si è posto l'obbiettivo di riappropriarsi della sua carica ed è disposto a tutto per poterci riuscire.
  - Gregory Stark: fratello maggiore di Anthony Stark, è il cervello e consulente tecnico del gruppo. Non prova molta stima verso suo fratello minore, anzi dice che la sua figura gli provoca grande imbarazzo. Viene definito da Fury così: "È un maledetto incubo, Occhio di Falco. Ma è dieci volte più intelligente di Tony e completamente amorale... in altre parole, il genere di uomo con cui mi piace lavorare."
  - Occhio di Falco: Clint Barton è un membro degli Ultimates e viene aggregato agli Avengers su concessione di Carol Danvers. Benché sembri migliorato in umore e nei rapporti con gli altri, risente ancora molto degli eventi accaduti durante l'assalto dei Liberatori a New York. È un cecchino di gran valore.
  - Vedova Nera II: Monica Chang è una esperta spia che ha operato in numerosi paesi in tutto il mondo ed è l'ex moglie di Nick Fury.
  - War Machine: colui che indossa la seconda versione dell'armatura di Iron Man è il Col. James Rhodes, vecchio amico di Tony Stark, già comparso in Ultimate Iron Man I-II. Uomo dal carattere abbastanza ambivalente, è capace di atti brutali quanto di gentilezza.
  - Red Wasp: la dottoressa Petra Laskov, ex terrorista appartenente al gruppo dei Liberatori sotto il nome di Swarm (Sciame), è stata curata e riabilitata dai membri della Stark Solutions e tenuta sotto controllo da un chip dell'obbedienza; compie il suo lavoro di agente più per obbligo che per volontà, per ovviare il suo "processo di riabilitazione". Ha un conto in sospeso con il Teschio, che è stato la causa della morte di suo marito, attivista politico georgiano, e di suo figlio ancora neonato.
  - Nerd Hulk: clone ottenuto dalle cellule staminali di Hulk; è stato sviluppato in modo tale da congiungere la mente geniale di Banner con la forza bruta del mostro grigio.
  - Il Ragno: il personaggio più misterioso del gruppo, indossa la stessa divisa di Spider-Man, ma è chiaro che non sia Peter Parker; se ne ignorano le origini e l'identità.

Avversari
- - Teschio Rosso: il più pericoloso mercenario della storia del novecento, pluriomicida e terrorista attivo in tutto il mondo che si è macchiato di crimini efferati, alcuni dei quali hanno cambiato la storia, come la sua implicazione nell'omicidio di Kennedy; è il figlio illegittimo di Capitan America e della sua vecchia fiamma, Gail Richards, e ha ereditato tutte le straordinarie abilità fisiche e tattiche del padre, sorpassandolo poi sotto tutti gli aspetti, prima di aver compiuto diciassette anni.
  - A.I.M.: gruppo intellettual-terrorista che vuole cambiare il mondo grazie alla potenza della tecnologia; secondo il loro concetto deviato di giustizia, la società tutta andrebbe modificata fin dalle radici culturali. La loro organizzazione comprende alcune delle menti più geniali del pianeta, sia in ambito scientifico che in ambito filosofico, che compongono il "cervello" della struttura, e si avvale di numerosi agenti speciali con preparazione militare.

- Delitto e Castigo: Da quando Frank Castle è di nuovo in libertà, la sua attività come Punitore non ha avuto un attimo di tregua, arrivando a collezionare più di duecento omicidi: spacciatori, mafiosi, contrabbandieri, trafficanti, tutti colpiti dalla guerra che Frank ha dichiarato al crimine dopo la morte della sua famiglia, sterminata per mano di agenti di polizia corrotti. Messosi sulle tracce di un boss malavitoso russo, Joseph Petrenko, che si fa chiamare Martello Rosso, viene però catturato da Steve Rogers, Capitan America, e condotto da Nick Fury che gli offre un accordo: aver salva la vita in cambio di entrare a far parte dei Vendicatori, diventare il loro Capitan America. E Frank accetta l'offerta. Il giorno dopo, in Sud America, il Col. James Rhodes si mette in contatto con un boss del crimine locale, Tyrone Cash, dai gusti sfarzosi, che gestisce un impero criminale che si estende in Africa, Asia e America del Sud, dove ha fissato il suo quartier generale. Il Colonnello dice al gangster di conoscere il suo brillante passato da scienziato in Inghilterra, di come avesse insegnato tutto ciò che sapeva a Bruce Banner, di come avesse sviluppato il prototipo della formula di Hulk e di come si sia finto morto per abbandonare la sua famiglia e la sua vecchia vita. Sentendo ciò, Tyrone lo attacca con una violenza inaudita, scaraventandogli contro addirittura un Humvee e un aereo da noleggio. War Machine però gli propone di entrare a far parte del loro gruppo, minacciandolo in caso contrario di rivelare la sua vera identità alla moglie ed al figlio. E Tyrone non può che accettare. Durante un incontro della squadra al completo, Fury rivela quale sia la missione che dovranno portare a termine: un ordine direttamente emesso dalla Casa Bianca pretende che i Vendicatori si occupino di terminare un omicida mutante che si è macchiato del sangue di alcuni ricchi uomini. Il mutante in questione viene descritto come un uomo alto più di due metri, al posto della testa avrebbe un teschio infuocato e si muove su una motocicletta di fuoco. Per tal motivo è chiamato Ghost. Dopo alcune ricerche, si scopre che tutte le vittime fanno parte di un club di motociclisti per beneficenza affiliato alla Casa Bianca; in mancanza di altri indizi, Fury decide di proteggere gli ultimi membri rimasti in vita. Il Punitore ed Occhio di Falco si dirigono presso un aeroporto per ricevere il loro protetto, mentre Tyrone e Rhodes alla villa del quarto uomo. Ghost si mostra per uccidere il magnate di Castle e Barton, strabiliando i due agenti: sfrecciando nell'aria con la sua moto infuocata, Ghost si lancia contro l'aereo ancora in volo, distruggendolo, ma trasportando fuori il suo obiettivo ancora incolume. Riprendendosi dallo stupore, Occhio di Falco riesce a bloccare la corsa del mutante con un colpo di bazooka. Frank, sfruttando il costume di Stark, si lancia contro Ghost ad una velocità di 125 km all'ora, mandandolo al tappeto e sparandogli un colpo in testa. L'essere infuocato si riprende incolume dai colpi subiti, colpendo il Punitore con una catena; sollevatolo poi da terra, gli dice che non si sarebbe aspettato un intralcio da parte sua, credendo che avrebbe capito. Scagliatolo a terra, dopo avergli visto indosso un crocifisso, gli riferisce un messaggio che asserisce provenire dall'aldilà. Quando Clint Barton raggiunge il luogo dello scontro, trova il loro protetto crocifisso ad un albero e il Punitore gli dice che Ghost potrebbe non essere un mutante. Al Triskelion, intanto, Monica Chang sta interrogando il Ragno che sembra avere informazioni utili sul caso di Ghost, ottenute grazie alle sue capacità di medium. Il Ragno vuole però qualcosa in cambio, una cosa triste e dolorosa che lo faccia divertire, come il motivo per cui la Vedova e Nick Fury si sono separati; per niente in imbarazzo, Monica gli risponde che mentre era in missione, Fury faceva regolarmente visita a sua madre ed a sua sorella, avendo con loro dei rapporti sessuali: in pochi mesi di matrimonio aveva fatto sesso con tutti i componenti femminili della sua famiglia e le sue poche amiche. Nonostante tutto dice di amarlo ancora, spiegando che non può farne a meno. Il Ragno, soddisfatto di tale risposta, decide di raccontare cosa sa: vent'anni prima una coppia di innamorati, Johnny Blaze e Roxanne Simpson, furono uccisi e sacrificati a Satana da alcuni uomini per ottenere potere e denaro, allo scopo di diventare molto influenti nella società americana. Mefisto, che loro avevano creduto essere il vero signore dell'Inferno mentre invece era solo un demone infernale, offrì a Blaze la possibilità di vendicarsi, in cambio dell'anima, ed ottenere il potere necessario per farlo, ma anche di permettere a Roxanne di tornare in vita. Dopo vent'anni Blaze ottiene il pieno controllo dei suoi poteri: è quindi ritornato sulla terra per compiere la sua vendetta. Il Ragno rivela infine che l'ordine di terminazione contro Ghost è stato mandato da Washington perché l'ultimo componente della banda di biker oggetto della vendetta di Blaze è Robert Blackthorne, l'attuale Vicepresidente degli Stati Uniti. Ottenute queste informazioni, tutta la squadra si posiziona a difesa della Casa Bianca, attrezzata in modo tale da poter resistere a Ghost; Blackthorne però non è convinto della squadra, conoscendo la natura del nemico e così si appella a Mefisto perché gli dia il potere di fermarlo. Mefisto gli risponde che lo può fare se in cambio gli cederà "quel lieve bagliore che tu sai chi ha destinato a te soltanto". L'uomo acconsente e il diavolo dà inizio al patto. Blackthorne chiede perché abbia concesso a Blaze la possibilità di vendicarsi di chi si era dimostrato a lui fedele e Mefisto risponde che aveva già architettato tutto dal primo momento che lo aveva visto per prendersi la sua anima, quelle dei suoi compagni e persino quella di Blaze, ottenendo così uno scherano che gli procuri in continuazioni anime per lui. Grazie al patto con Mefisto, Blackthorne ottiene i medesimi poteri di Ghost e con un balzo della sua moto infuocata, distrugge un'ala dell'edificio, dirigendosi in città per cercare Blaze. I Vendicatori, scambiandolo per quest'ultimo, lo attaccano, capendo immediatamente che non è una cosa facile: liberatosi in fretta della Vedova e War Machine, Blackthorne si scontra con Tyrone che gli scaraventa contro un camion bloccandolo per permettere a Rhodes di colpirlo con tutto il suo arsenale, ma anche questo non ha un grande effetto. In quel momento giunge Ghost, che non si trattiene scagliandosi con le sue catene infuocate contro Blackthorne, dicendogli che da vent'anni fantasticava di ucciderlo. Riuscendo a ghermirlo e sul punto di dargli il colpo di grazia, i Vendicatori intervengono colpendolo e Blackthorne ne approfitta per liberarsi e colpire pure loro con le sue fiamme. Tyrone riesce però ad agguantarlo in sella alla moto di Ghost e a scaraventarlo contro una pompa di benzina. Dall'esplosione il demone esce incolume perché immune alle fiamme. Afferrando Cash, gli dice che è stato uno stupido e che i modi e le cose che ha fatto per ottenere il potere spaventano un po' anche lui. Blaze, ripresosi, lo afferra con la catena al collo e lo trascina dentro una chiesa dove entrambi perdono i poteri e cercano di uccidersi a vicenda strangolandosi e colpendosi violentemente. Lo scontro cessa all'intervento di Castle che uccide Blackthorne e lascia fuggire Blaze, capendo di non essere poi troppo diverso da lui. Fuori dalla chiesa, Frank chiede a Barton di lasciarlo andare, di dirgli dove si trova il chip che lo tiene soggiogato, ma il cecchino lo colpisce al volto sbattendolo a terra. Dopo tali fatti, Blaze e Mefisto osservano in un parco Roxanne e la sua nuova famiglia giocare insieme felici e il diavolo gli dice che se non continuerà a fare il suo lavoro per lui, lei tornerà sottoterra e il patto sarà sciolto. Si scopre inoltre che Frank è riuscito a fuggire, avendo perso il chip del controllo contenuto in uno dei suoi molari destri, che Occhio di Falco aveva staccato quando lo aveva colpito al viso; ora è in Russia a terminare il caso "Martello Rosso", conscio di seguire la giusta via, come il messaggio di Blaze gli aveva confermato.

Formazione
- - Nicholas Fury
  - Gregory Stark
  - Nerd Hulk-Banner
  - James Rhodes alias War Machine
  - Monica Chang alias Vedova Nera II: all'interno di questa missione si scopre il motivo per cui è terminato il suo matrimonio con Nick Fury. Nicholas aveva avuto più volte rapporti sessuali con ogni famigliare femminile di Monica, ogni volta che questa era lontana da casa in missione. La Vedova però non ha smesso di essere legata a Fury, ammettendo che non ne sarebbe in grado di dimenticarlo completamente.
  - Clint Barton alias Occhio di Falco: durante una discussione con il Punitore, Clint gli fa intendere che non è l'unico ad essere stato ammesso con la forza nel programma Vendicatori e che anche lui ha avuto un passato alquanto torbido; la cosa è sottolineata da una affermazione irata di Fury su un presunto lato ribelle di Occhio di Falco, sopito da tempo. Si scopre inoltre che la sua incredibile vista deriva da alcuni innesti speciali degli occhi bionici che Nick Fury gli mise a disposizione.
  - Il Ragno: si viene a conoscenza di sue nuove peculiarità: il Ragno è un essere sadico e particolarmente perverso, come dimostra nello scambio di informazioni che effettua con la Vedova, ed è dotato di particolari doti di medium, che si avvicinano alla telepatia o a forme psichiche similari. Lo si è inoltre visto cibarsi di carne cruda.
  - Frank Castle alias il Punitore: Frank è un ex agente della polizia di New York che fu vittima di una trappola ordita da alcuni suoi colleghi corrotti, che se non lo avessero fatto tacere lui avrebbe denunciato, in cui morirono sua moglie e i suoi figli. Sopravvissuto, vestì i panni del Punitore e si vendicò degli assassini. A quel punto il suo pensiero si evolvette e dichiarò guerra al crimine organizzato. Fu arrestato più volte anche grazie all'intervento di Spider-Man, ma riuscì sempre ad evadere. Prima della sua cattura da parte dello S.H.I.E.L.D. ammazzò più di 200 persone: ora veste i panni del "Capitan America" dei Vendicatori.
  - Tyrone Cash alias First Hulk: Leonard Williams fu un geniale professore di genetica all'università di Cambridge e mentore del neolaureato Bruce Banner. La sua équipe aveva l'obbiettivo di comporre una formula per la trasformazione di un uomo comune nel perfetto esemplare umano, e così fu: Leonard, un paraplegico a disagio con il suo corpo, divenne il primo Hulk e fuggì dandosi per morto. In sedici anni costruì un impero del crimine con base in Sudamerica uccidendo tutti i capi-mafia locali e circondandosi di donne e soldi, vivendo nello sfarzo. Il col. Rhodes lo obbliga a collaborare con loro in cambio del silenzio sulla sua identità nei confronti della sua precedente famiglia.

Avversari
- - Ghost: Johnny Blaze era un normale ragazzo che in compagnia della sua ragazza Roxanne stava compiendo un viaggio coast to coast in moto, quando ebbe la malaugarata sorte di imbattersi in un gruppo di motociclisti satanisti che lo sacrificarono a Satana per esaudire i propri desideri. Blaze fece a quel punto lui stesso un patto con Satana affinché gli permettesse di vendicarsi e di dare una seconda possibilità a Roxanne. Da quel giorno lui si addestrò per comprendere i propri poteri e per privarsi dei suoi tratti più umani. Dotato di poteri sovrannaturali, è resistente agli attacchi fisici ma sensibile alle immagini sacre.
  - Mefisto: demone degli inferi, è il motore che ha dato il via a tutta la vicenda, esaudendo la richiesta satanica dei bikers dopo aver ricevuto in cambio le vite di Johnny Blaze e di Roxanne Simpson, per poi offrire allo stesso Blaze l'occasione di vendicarsi dei suoi aguzzini e vincolandolo a sé attraverso la promessa di dare una seconda possibilità a Roxanne. Come al solito, Mefisto ama presentarsi come il vero Satana, nonostante sia solo un demone infernale, dotato però di un incredibile potere, che attraverso i patti gli permette di alterare addirittura la realtà. Come la sua controparte, è estremamente sadico e crudele, ma non lo dimostra nell'aspetto, assumendo per lo più una forma umana normale e dilettandosi in una sua versione particolare delle parole crociate.
  - Robert Blackthorne: capo del gruppo di bikers che vent'anni prima aveva sacrificato a Mefisto la vita di Johnny Blaze, è colui che ottenne la posizione di maggior rilievo dopo il rito scalando i vari gradini del potere fino a giungere alla carica di Vicepresidente. Capendo che c'era Blaze dietro alle morti dei suoi vecchi compagni, manda un ordine di intervento presso la task Force di Fury per bloccarlo. Vedendosi comunque in pericolo, decide di vendere anch'egli la propria anima a Mefisto per ottenere i medesimi poteri di Ghost, venendo ugualmente sconfitto ed ucciso nello scontro finale. È considerato la controparte ultimate di Vendetta.

- Blade contro i Vendicatori: Da tempo immemore sulla Terra si combatte una guerra segreta, notturna, come se fosse ambientata in un altro mondo. Da una parte creature della notte come la stirpe dei vampiri, esseri crudeli e assetati di sangue, con una personale e oscura visione delle cose. Dall'altra un gruppo che si fa chiamare semplicemente l'Ordine che li contrasta, utilizzando tutti i mezzi per colpirli nei loro punti deboli e addestrandosi nelle arti del ninjutsu e nell'uso di svariati tipi di armi. In pochi sanno di questo risvolto del mondo:

Anche alcuni eroi celebri sono stati addestrati presso questa setta come Matthew Murdock ovvero Devil, defunto di recente. I vampiri in particolare sono stati affrontati da Blade, un mezzo-vampiro che odia a morte la razza vampirica e della quale si ritiene la "cura", e Anthony, l'anziano ed esperto capo dell'Ordine. In tempi recenti però è avvenuto qualcosa di inaspettato e incredibile: Anthony è stato morso e si è trasformato, passando al lato oscuro di questa guerra. Fatto terribile in quanto Anthony è anche uno stratega brillante e abile e nel giro di poche settimane tutti i clan sono al suo servizio. Anthony ha infatti un piano per far ottenere la vittoria alla sua nuova razza: trasformare i supereroi, i metaumani in vampiri e in questo modo dare alla loro causa una arma letale e invincibile. E per iniziare, oltre a colpire alcuni componenti minori e anonimi della comunità metaumana, Anthony si impossessa di uno dei prototipi ma pur sempre pericolosi, dell'armatura di Iron Man. Ognuno sta affrontando la perdita del compagno a modo suo: Blade in maniera indipendente continua la sua caccia, rifiutando un'offerta di tregua proveniente addirittura da parte dello stesso Anthony, l'Ordine affidandosi alle capacità di Stick, un esperto ninja cieco che in passato era stato proprio lui ad addestrare Devil nel controllo dei suoi poteri e nella cura del suo addestramento. E intende rifarlo. Vuole addestrare qualcuno che sia in grado di ammazzare Anthony e porre così fine ad una potenziale minaccia, e il soggetto ideale lo trova presso il St. Mary Hospital, un ragazzo di nome Ray Connor che mostra le stesse particolarità che aveva Murdock quando lo conobbe. Lo fa uscire dall'ospedale e lo addestra nel diventare il nuovo Devil; infatti il ragazzo volendo onorare la memoria di Matt, e anche perché ammira tantissimo l'operato di Spider-Man, eredità il suo nome e una variante del suo costume, venendo notato anche dai giornali. Una notte però avviene la svolta: Nerd-Hulk, venendo ancora una volta denigrato e vedendo la possibilità di entrare nella squadra ufficiale degli Ultimates negata, decide che per una volta avrebbe fatto le cose di testa sua; infatti oltre al sentimento di essere sottoutilizzato dalla squadra, vuole anche una vita fuori dalle mura del Triskelion e proprio quella sera il suo autore di fumetti preferito firmava autografi in città, occasione che non voleva perdere. Così fugge dalla base dello S.H.I.E.L.D. ma non passa molto che Anthony e i suoi lo assaltino e lo vampirizzino. Il giorno dopo al Triskelion si accorgono della sua scomparsa e dato che lo stesso Fury ha notato altre strane sparizioni tra i metaumani, decide di mettersi alla sua ricerca e organizza una squadra a cui si unisce anche Steve Rogers, l'Ultimate che tra l'altro aveva visto per l'ultima volta Banner e gli aveva negato senza appello una sua qualsiasi possibilità di aumento di grado, e per il quale si sente responsabile. Iniziata la ricerca tramite un rilevatore che il clone di Hulk porta sotto pelle, il segnale li conduce a mezzo miglio da Times Square, seicento metri sottoterra nelle fogne. Insinuatisi nel sistema fognario, Fury e la sua squadra si imbattono in un moribondo Devil, al quale Cap. cerca di dare aiuto, solo che si rivela tutta una trappola. I vampiri di Anthony escono allo scoperto, con Banner e lo stesso Stick, e Ray ne approfitta per mordere Steve al collo. Poche ore prima che si mettessero sulle sue tracce Banner era infatti riuscito a catturare e vampirizzare sia Devil che il suo maestro, rimpolpando così ulteriormente le file dell'esercito di Anthony, che sta facendo accorrere vampiri da tutti i clan. Una seconda squadra di agenti riesce ad attaccare i vampiri alle spalle e Anthony ordina a Banner di aprire un passaggio per fuggire. Lo scontro è così rimandato ma Capitan America è ferito, e decidono di portarlo al Triskelion. Nel stesso momento Anthony si accorge del rilevatore e lo strappa dalle carni di Banner che però non si lascia sfuggire un gemito di dolore. Dice che non voleva dargli quella soddisfazione. Arrivati alla base Fury mobilita tutto il reparto medico ed estromette Carol Danvers, Direttrice dello S.H.I.E.L.D., dall'operazione. Nessuno crede alla reale esistenza del "vampiro" e affrontano la situazione come fosse un caso di infezione da parte di un agente esterno. Ma Blade la pensa diversamente. Scoperto il piano di Anthony e seguite le mosse degli agenti governativi, Blade si intrufola nell'infermeria con l'intenzione di conficcare un paletto nel cuore di Cap, perché egli non che un cavallo di troia per il piano del re dei vampiri. Solo che il supersoldato si riprende e lo blocca arrivando addirittura a morderlo. Ripresosi dal collasso, difatti nessuno lo aveva mai morso prima, e da un sogno su di lui che cerca di uccidere un certo vampiro, Blade riesce a liberarsi dalla presa di Cap. ma in quel momento interviene una squadra di agenti e Monica Chang. Nella confusione Steve fugge e Blade viene fatto prigioniero. Alla base arrivano entrambi i geniali, ed estremamente competitivi, fratelli Stark e con loro inizia l'interrogatorio di Blade, il quale, non senza una punta di cinico umorismo, racconta tutto ciò che sa sull'attuale minaccia in corso. In seguito a queste informazioni decidono di mobilitare la squadra di agenti più vasta possibile, compresi i Giant-Men, e di iniziare la ricerca del nemico seguendo la traccia del reattore arc dell'armatura che Anthony ha rubato. Nel frattempo è avvenuto un cambio di leadership nella comunità vampirica: durante una caccia Banner sfida Anthony e lo sconfigge con un semplice pugno che gli stacca la testa dal torso. Di fronte a quella dimostrazione di forza nessuno osa ribellarsi e il piano prosegue come se nulla fosse accaduto: a Stick viene affidata l'armatura di Anthony e al loro gruppo si unisce anche un "disidratato" Steve Rogers, mettendo così al servizio della loro causa una brillante mente strategica. Banner sente arrivare ogni singolo vampiro per lo scontro finale e sostiene che sarà un bagno di sangue. L'attacco ha inizio e prende il Triskelion di sorpresa quando ancora le truppe governative si stanno organizzando. Stick e Devil si insinuano nell'edificio attaccando Tony Stark e mettendolo fuori gioco. Nel frattempo Banner guida la carica. Fury e tutti gli agenti tentano disperatamente di resistere sparando a più non posso, e gettando nella mischia anche Perun, ex-membro dei Liberatori che però viene subito affrontato da Rogers. All'interno dell'edificio, Stick e Devil sono riusciti a trovare Blade che chiede alle guardie di liberarlo e di dargli spada e occhiali: se i vampiri occuperanno il Triskelion sarà la fine di tutto. Perun riesce a colpire Rogers, che sembra però mostrare resistenza al morbo, ma prima che possa fare altro Banner gli spezza il collo e lo scaglia contro una parete. Sotto i loro occhi osservano un Giant-Men, Scott Lang, trasformarsi in vampiro e trovare Nick Fury, l'uomo su cui Banner vuole sfogare la sua rabbia. Il massacro è in atto: Blade è messo in seria difficoltà dal duo di ex-membri dell'Ordine, mentre uomini e donne cadono come grano mietuto; uno degli altri Giant-Men riesce a bloccare Scott Lang conficcandogli un aereo da guerra nel petto. Banner riesce alla fine a catturare Fury, Stick e Devil a bloccare Blade scaraventandolo su un tetto dell'edificio. Tutti e tre i supervampiri irridono le loro vittime, chi come Banner schiaffeggiando Nick e domandandogli se questo suo nuovo essere era abbastanza aggressivo e oscuro per i suoi gusti, chi come Stick che quando sente il numero di vampiri che cacciatore ha ucciso con la sua spada, afferma sardonicamente che se l'è proprio goduta fino a quella notte. Nel bel mezzo del caos il sistema immunitario di Steve Rogers, riesce finalmente a respingere il morbo vampirico e a far tornare in sé il Capitano. Steve riesce a trovare in pochi istanti la strategia giusta per ribaltare la situazione a loro favore: afferra il martello di Perun e dopo aver attirato l'attenzione di Banner, dicendogli che anche trasformato restava comunque un perdente che non ha mai avuto quello che serviva per essere un Ultimate, colpisce il terreno e teleporta l'intero Triskelion in Iran. Perché, superpotenziati o meno, il punto debole principale di un vampiro restava sempre uno: la luce del sole. Sotto i raggi solari l'intero esercito vampirico prende fuoco, mentre Capitan America e Blade finiscono i loro rispettivi avversari. Passata la crisi, ora lo S.H.I.E.L.D. si ritrova però con due grossi problemi: la crisi diplomatica che il trasporto del Triskelion ha comportato e il fatto che Tony Stark sia in pericolo di vita a causa dell'attacco subito; Gregory Stark ha infatti ritrovato il fratello in condizioni critiche, mortali.
Formazione
- - Nicholas Fury
  - Gregory Stark
  - Monica Chang alias Vedova Nera II
  - Clint Barton alias Occhio di Falco
  - Steve Rogers alias Capitan America: vampirizzato da Ray Connor durante la ricerca dello scomparso Nerd-Hulk, in un primo momento si fa influenzare dal morbo contrastando Blade e assaltando il Triskelion. Grazie al siero del supersoldato che scorre nel suo organismo riesce a divenirne immune e nella ritrovata lucidità, risolve il problema dell'invasione vampira con un colpo di genio: trasferisce l'intera base degli Ultimates, tramite il martello di Perun, in Iran esponendoli al sole e condannandoli.
  - Tony Stark alias Iron Man: Tony Stark si è unito alla squadra di Fury dopo la cattura di Blade e la fuga di Rogers soggetto al morbo. Tony insieme al fratello Gregory analizzano la situazione nelle vesti di esperti, e dopo aver confermato che il modo migliore per risalire ai loro nemici è quello di seguire la traccia del reattore Arc della vecchia armatura di Iron Man, Tony decide di rimanere e partecipare all'operazione. Viene attaccato e picchiato in modo mortale da Stick e Devil vampirizzati, che si erano intrufolati nell'edificio come avanguardia del loro esercito. Alla fine dello scontro viene ritrovato in gravi condizioni che obbligano i suoi compagni a portarlo in ospedale.
  - Perun: ex-membro dei Liberatori è stato concepito per essere il Thor russo, tanto da essere dotato della medesima attrezzatura potenziante e teleportante (il martello); come la compagna Petra Laskov è stato integrato nella squadra dei Vendicatori di Fury e sogna di poter un giorno essere integrato tra gli Ultimates ufficiali come in passato accaduto a Scarlet, Quicksilver e Occhio di Falco. Il suo sogno si conclude drammaticamente con l'attacco dei vampiri al Triskelion, venendo ucciso da Banner

Avversari
- - Blade: è un esperto caccia-vampiri che si è posto l'obbiettivo di spazzare via dalla faccia della terra il flagello del vampirismo, di cui si definisce la "cura". Data la natura estremamente pericolosa delle sue "prede", Blade si è fatto istruire nell'uso di numerose armi bianche e da fuoco, e nelle tecniche per l'eliminazione fisica dei vampiri da una setta di ninja che da generazioni affronta la stirpe vampirica ed altre creature della notte (la stessa che ha istruito Matt Murdock, ovvero Devil), diventando un esperto guerriero. Durante lo scontro finale si scopre che con la sua sola spada ha ucciso settecentoquattordici vampiri. Blade è per metà vampiro ma non sente alcun bisogno di assecondare la sua sete. Di carattere piuttosto sbruffone e sicuro di sé, non si fa problemi ad eliminare ex-alleati diventati vampiri e possiede una certa dose di cinismo.
  - Anthony: era il maestro di Blade, ha passato la sua intera e lunga vita a combattere i vampiri e a istruire allievi per proseguire la sua missione. Viene però morso e diventa l'esatto opposto del sé stesso passato, perorando la causa vampirica e ideando la strategia di portare i superumani dalla loro parte. Seppur dotato della vecchia armatura di Iron Man, viene ucciso da Nerd-Hulk vampirizzato.
  - Stick: maestro ninja cieco, è colui che ha allenato Devil e il nuovo Devil nel padroneggiare i propri poteri. Viene vampirizzato da Nerd-Hulk ed eredita l'armatura di Anthony dopo la sua morte.
  - Ray "Devil" Connor: addestrato per essere il nuovo Devil, Ray dopo poco tempo viene vampirizzato insieme a Stick e con lui partecipa all'attacco finale dei vampiri al Triskelion.
  - Nerd Hulk-Banner: sconfitto e vampirizzato da Anthony, diventa il fulcro portante dell'invasione vampirica, soprattutto dopo aver sconfitto lo stesso Anthony in duello per il ruolo di leader. La trasformazione lo ha privato di tutte le sue inibizioni caratteriali, attivando a pieno le sue potenzialità intellettuali e fisiche, unendo un'estrema crudeltà a grandi capacità strategico-militari.

- I Vendicatori contro gli Ultimates: Dopo la vittoria sui vampiri tramite il trasferimento del Triskelion in Iran la situazione non si è risolta nel migliore dei modi, tralasciando il problema che la stessa base degli Ultimates si trovi in territorio iraniano: Tony Stark ha infatti avuto un nuovo collasso ed è stato teleportato in America presso l'ospedale Lenox Hills dove gli diagnosticano un nuovo tumore al cervello. I medici lo hanno stabilizzato e ritengono di riuscire a farlo recedere però una volta che si risveglierà non starà né meglio, né peggio di prima. Il secondo problema è un furto attuato da ignoti presso un laboratorio inglese chiamato Bevan's Rainbow dove si stavano effettuando esperimenti genetici, per la futura generazione di supersoldati. Il problema è che nell'operazione possa essere coinvolto qualcuno che lavora all'interno dello S.H.I.E.L.D. e che abbia agito per soldi. I Vendicatori di Fury se ne stanno occupando ma Steve decide di agire lo stesso. La pista li porta in Bulgaria dove fanno deragliare un treno e vengono allo scontro con gli autori del furto. Uno di essi cerca di scagliare loro contro uno dei prototipi, Mimo, dotato di ogni potere degli Ultimates, solo che si rivela essere un tragico fallimento: il soggetto è un ex-soldato americano fan degli Ultimates e dopo poco essere stato liberato dalla sua capsula ha un collasso non riuscendo a controllare il proprio corpo. Steve disgustato da tutto ciò prende il ladro per il collo e lo interroga al riguardo del furto avvenuto presso la base inglese: l'uomo gli risponde che i prototipi dei supersoldati sono stati condotti in Cina e che loro hanno collaborato con un'intera divisione dello S.H.I.E.L.D. per l'operazione. Steve pretende un nome e l'uomo glielo dà: Nick Fury. La superspia si trova nel frattempo in Argentina sulla pista dei ladri dei progetti di Bevan's Rainbow. Ha riunito per la sua squadra Occhio di Falco, War Machine, il Punitore e Blade, riuscendo a convincere questi ultimi con uno scambio di favori. Quello che sanno è che i ladri che stanno cercando vendono i segreti dello S.H.I.E.L.D. a chiunque sia pronto a staccare un assegno per essi. Sanno che la compravendita avverrà in un bar e alla fine entrambe le parti in causa vi giungono. Quando hanno le prove definitive della loro identità, Fury dà il via all'attacco. Castle uccide tutti gli uomini coinvolti tranne il capo dei venditori che sfortunatamente per loro si rivela essere Tyrone Cash, il primo Hulk. Fury e i suoi uomini lo colpiscono con tutto quello che hanno ma i poteri di Tyrone lo rendono superiore alle loro armi, solo War Machine riesce a tenergli testa: i colpi che si scambiano sono estremamente potenti tanto da avere riverberi a miglia di distanza dal luogo dello scontro. Alla fine è però Tyrone ad avere la meglio, schiacciando l'uomo in armatura al suolo. Solo a quel punto Blade fa la sua entrata in scena e riesce a placare il gangster tramite l'ipnosi vocale e oculare. Placandogli la rabbia Tyrone ritorna al suo aspetto originale, quello di un vecchietto. Prima che il vampiro gli dia il colpo di grazia il vecchio rivela che dietro l'intera operazione di vendita di segreti dell'agenzia si cela Carol Danvers. I giorni passano e l'unica cosa che sembra dare segni di miglioramento è la situazione in Iran affidata ai supersoldati europei. Tony si è da poco ripreso, ma c'è tensione nell'aria e lo stesso Steve sembra essere parecchio scosso dalle verità scoperte in Bulgaria. Si pensa che Fury abbia agito alle spalle dello S.H.I.E.L.D. per anni vendendo segreti e tirando le fila come doppiogiochista anche nella passata invasione dei Liberatori. Il Comando dello S.H.I.E.L.D. si è trasferito alla Stark International ed è proprio li che ha inizio l'attacco di Fury sferra il suo attacco: mentre War Machine gli copre le spalle e affronta Stark, Blade e Occhio di Falco rapiscono Carol Danvers. Fury si allontana dalla S.I. ma viene intercettato da Capitan America come pure i suoi due sottoposti, che si ritrovano ad affrontare Monica Chang e Scott Lang. L'unico libero è il Punitore nella sua posizione di cecchino che rimasto da solo decide di prendere l'iniziativa e sparare a Steve Rogers per poter dare la possibilità a Nick di fuggire prima dell'arrivo di Thor e che quindi le sorti dello scontro vengano segnate definitivamente. Frank però non colpisce il suo bersaglio bensì Spider-Man che lo aveva avvistato ma non essendo riuscito a fermarlo aveva deciso di mettersi in mezzo. La situazione è tragica e sia Fury che Frank vengono catturati ma Cap. non riesce a portare in soccorso Spider-Man a causa dell'intervento di War Machine che fa crollare parte del ponte. Anche Rhodes però viene messo sconfitto dall'intervento di Thor che gli fracassa l'armatura sott'acqua a colpi di martello. La situazione non è meno paradossale nell'altro luogo di scontro infatti Occhio di Falco è bloccato dentro l'auto usata nella fuga da Giant-Man, mentre Blade, riuscito a battere la Vedova e dandosi alla fuga, viene intercettato da Iron Man che lo atterra. Carol Danvers in tutto questo riprende i sensi ma ancora intontita dal colpo subito quando è stata rapita finisce in strada e viene investita da un'auto della polizia accorsa in zona. Il conflitto è finito. Catturato Fury e i suoi e con la Danvers in cura per le ferite riportate, il Presidente decide di affidare il controllo dell'agenzia a Gregory Stark, l'unico che gli è parso degno di tale incarico. Presso l'attico di Tony gli Ultimates assistono Tony, e discutono degli ultimi avvenimenti: i loro "colleghi" Vendicatori sembrano del tutto ignari riguardo alla posizione di Fury; di Spider-Man non si hanno notizie e sembra che per il momento Gregory Stark li voglia lontani dal Medio Oriente. Alla fine del discorso Monica si dice incredula e sostiene fermamente, nonostante le prove schiaccianti, che il suo ex-marito sia stato incastrato. Questi si trova insieme a Gregory sull'elivelivolo e i due hanno una interessante discussione. Tutto quello che è accaduto fino ad allora, lo scontro tra le due squadre di agenti, le prove incriminanti contro Fury e la Davers, era tutto opera di Gregory per portare avanti il suo piano: come primo atto, ottenere il grado di Direttore e battere così suo fratello anche in quel campo, guadagnando terreno in quella morbosa sfida che intercorre tra i due, e come secondo armare le forze pro-democratiche e anti-governative degli Stati Canaglia. In questo modo agiva sia a loro favore che negli interessi di quei paesi come la Corea del Nord, che infatti si trova in cima alla lista. Il suo infatti non è un mero gioco: vuole agire come per essere ricordato come il migliore dei Direttori che si sono succeduti nell'agenzia. Nick capisce e segue ogni parola detta da Gregory e dice di non trovarsi poi così in disaccordo con lui. Stark gli rivela che a malincuore dovrà eliminarlo e Fury gli ricorda di non essere l'unico a saper tessere trame. Gli uomini di Stark crivellano Fury che cade sul ponte dell'elivelivolo in un lago di sangue. Solo che non vi rimane per molto. Prima di sferrare il suo attacco alla S.I., quando ancora riteneva Carol Danvers una traditrice, Fury si era fatto consegnare le "pillole di Hulk" da Tyrone Cash prima di eliminarlo ed ora stanno facendo effetto. Fury e la sua squadra, liberatasi grazie alla forza delle pillole, circondano Gregory ma il nuovo Direttore non si fa cogliere impreparato e grazie ad un campo di forza di naniti di sua invenzione riesce a tenere testa ai cinque neo-metaumani. A Pyongyang nel frattempo il piano procede: i metaumani messi in Corea dovranno aprire la strada ai ribelli che poi prenderanno il comando, lasciando che i civili rimangano esclusi dalla rivoluzione. I metaumani sono guidati dal Ragno, allevato apposta da Stark per guidarli contro la dittatura. Alla base degli Ultimates, la squadra sta monitorando l'iraniana che si sta surriscaldando anche degli scontri di fazione, quando si accorgono di ciò che sta avvenendo in Corea del Nord tramite video. Chiedono spiegazioni allo S.H.I.E.L.D., e la risposta è che sta avvenendo uno scontro tra i governativi e forze ribelli e la Casa Bianca preferisce aspettare. Lo stesso Gregory, contattato da Tony, dice loro di non intervenire perché violerebbe le leggi internazionali. Gli intima di aspettare che comunichi con le Nazioni Unite. La squadra è preda del dubbio perché anche se ritengono ridicola quella presa di posizione, infatti più il tempo passa più vedono morte e distruzione, anche se decidessero di intervenire non saprebbero con chi schierarsi. Neanche Rogers, lo stratega del gruppo sa che cosa fare. Il Ragno ha messo in ginocchio le truppe dittatoriali quando compaiono dal nulla gli Ultimates. Il secondo di Gregory urla contro di oro, domandogli se sanno quante leggi hanno infranto venendo li a Pyongyang. Steve gli risponde che non hanno violato niente poiché sanno che è stato Gregory Stark a mandarlo lì. I Vendicatori di Fury, schierati al loro fianco, glielo hanno rivelato. Lo scontro ha inizio. Gregory Stark che nel frattempo era stato trattenuto da Fury, facendo sì che i suoi uomini potessero agire, decide di intervenire personalmente sul luogo dello scontro, vedendo che le cose volgevano al peggio. Ordina che nessuna immagine uscisse dal paese coreano e si teleporta a Pyongyang. Prima dell'arrivo del Direttore, lo stesso Ragno viene ucciso da Occhio di Falco. Gregory da fondo ai suoi poteri e riesce non solo a mettere mano al martello di Thor ma pure ad usarlo. Iron Man gli si scaglia contro con coraggio ma anche lui deve soccombere alla tecnologia di Gregory che gli dice apertamente di essere almeno dieci anni avanti a lui. Tony a quel punto attiva un impulso elettromagnetico che blocca ogni apparecchiatura elettronica nel raggio di dieci miglia. Campo di forza di Gregory compreso. Il primo a colpire dopo l'inaspettato attacco di Iron Man è Thor che riappropriatosi del suo martello colpisce il maggiore degli Stark con un fulmine incenerendolo. Tony non si aspettava qualcosa di così radicale e sconvolto si ritrova a guardare il volto carbonizzato del fratello. Ma la morte di Gregory non ha impedito lo svolgersi del piano: infatti il governo iraniano è caduto soverchiato da forze ribelli filo-democratiche che hanno avviato un nuovo ordine filo-occidentale al paese. Era sempre stato questo il reale obbiettivo dell'ormai defunto Direttore, la Corea era solo un diversivo di fatto. Il giorno dopo Fury presenta ad una Carol Danvers convalescente le carte da firmare per le sue dimissioni: infatti in quella notte pazzesca oltre a tutto quello che ha provocato Gregory e gli scontri tra metaumani, è avvenuta pure la morte di Spider-Man. Carol è così costretta a firmare le carte. Il ruolo tanto caro a Fury gli è stato riconsegnato. Tra i suoi primi atti vi è la nomina a sua vice e direttrice delle operazioni segrete di Monica Chang, oltre che ricompensare i suoi collaboratori e dare il via a nuove operazioni come quella di cedere il Triskelion all'Iran e costruirne uno nuovo per la East Coast. L'essere nuovamente al suo posto rende Nick Fury un uomo soddisfatto. Ma In tutto questo Monica Chang non può che domandargli una cosa via mail: se la distruzione di New York, la morte di Spider-Man e la rovina della carriera di una donna onesta come la Danvers non siano stati altro che il prezzo da pagare per riottenere qualcosa lui che riteneva suo.

Personaggi
Vendicatori
- - Nicholas Fury: ex-direttore dello S.H.I.E.L.D., a capo della squadra segreta dei Vendicatori è uno delle spie più abili e astute esistenti. Fin dal suo ritorno dalla dimensione dello Squadrone Supremo, Nick ha fatto sì che tutto convergesse affinché gli fosse restituita la sua carica di Direttore. Ora si ritrova in mezzo alla lotta per quella carica. Cieco dall'occhio sinistro, che tiene coperto da una benda nera, ha il braccio destro artificiale, perso durante l'invasione dei Liberatori. Fury è conosciuto per essere un uomo privo di scrupoli e senso morale, per il bene superiore si potrebbe dire, però ha nascosta dentro di sé una parte molto umana che rivela poche volte e a poche persone particolari.
  - Clint Barton alias Occhio di Falco: ottimo e implacabile cecchino e il braccio destro e armato di Fury fin dalla apertura della squadra segreta.
  - James Rhodes alias War Machine: colonnello dell'esercito americano, è dotato di un'armatura da battaglia all'avanguardia e anche lui segue gli ordini di Fury fin dalla fondazione della squadra.
  - Frank Castle alias il Punitore: assassino di criminali rinchiuso in carcere, viene convinto da Fury a rientrare nella sua squadra dietro la promessa di fornirgli un giorno intero di libertà all'interno del carcere e i mezzi per compiere la propria "missione" contro i criminali in esso richiusi.
  - Blade: cacciatore di vampiri, e vampiro egli stesso per metà, accetta l'offerta di Fury quando questi gli offre in cambio un prigioniero, Deacon Frost, il vampiro che uccise sua madre quando ancora lo portava in grembo.

Ultimates
- - Carol Danvers: Direttrice dello S.H.I.E.L.D., salita alla carica dopo che Nick Fury venne esautorato in seguito al conflitto sorto con lo Squadrone Supremo, ha guidato l'agenzia fin da prima che Magneto scatenasse il suo attacco al mondo. Collabora a stretto contatto con gli Ultimates ed è fidanzata con uno di loro, Tony Stark. Benché dotata di minor esperienza rispetto al suo predecessore si impegna per far sì di risultare all'altezza del gravoso compito. Viene coinvolta nelle trame di lotta alla supremazia all'interno dello S.H.I.E.L.D.
  - Steve Rogers alias Capitan America: potenziato dal siero del supersoldato, reduce della seconda guerra mondiale, milita negli Ultimates come capo sul campo e stratega tattico. Eccellente combattente che si avvale di uno scudo in vibranio, ha un forte senso etico che fa convivere però con un certo pragmatismo e mentalità inquadrata. Risvegliato dopo più di sessant'anni di ibernazione, Steve ha dovuto convivere con un senso di straniamento, e con particolari avvenimenti e segreti che gli sono stati nascosti. Nonostante ciò crede ancora nella sua missione. Prova una forte antipatia per la Francia.
  - Tony Stark alias Iron Man: genio, miliardario e playboy con una certa propensione al bere, ha intrapreso la carriera del supereroe condividendo la sua tecnologia e i suoi brevetti, oltre che la sua consulenza, non solo per un mero guadagno ma per poter fare qualcosa di buono per il mondo prima di morire, infatti ha più volte dovuto combattere contro un grave tumore al cervello riuscendo però a farlo regredire. Figura centrale per quanto riguarda sia il suo team che l'agenzia di sicurezza mondiale, Tony è uno degli eroi più importanti e centrali del pianeta.
  - Thor: appartenente al popolo asgardiano, Thor è stato assente per parecchi mesi, prigioniero del regno di Hela, per poi fare ritorno tra i suoi compagni attraverso un machiavellico piano del fratellastro Loki. Armato di martello teleportante, controlla i fulmini e le tempeste. Nonostante abbia una vena guerriera piuttosto accentuata, Thor è un ambientalista che dedica molta attenzione alle questioni sociali; è un grande amico di Tony Stark. Il martello che usa attualmente è il suo originale Mjolnir, mentre prima ne adoperava uno costruitogli dal Progetto Europeo del Supersoldato.
  - Monica Chang alias Vedova Nera II: di origini coreane, ex-moglie di Fury è la nuova Vedova Nera in seguito alla morte di Natasha Romanoff e alla sua entrata nel team segreto degli Ultimates. Abile e letale combattente, non ha molti peli sulla lingua ed è sarcastica ma nasconde un carattere piuttosto morbido se toccata in certi temi. Nonostante dica di provare un certo odio per Fury in seguito alle vicende che hanno portato al loro divorzio, la Vedova non può non provare una certa fiducia nell'ex-marito almeno sul piano lavorativo.

Avversari
- - Gregory Stark: fratello gemello maggiore di Tony Stark lo si può definire la sua copia in negativo, e non solo perché geniale al suo pari e interessato al bene del mondo, anche se con una moralità molto dubbia, ma anche per il modo di vestire. Gregory è molto maniacale e preciso, sobrio e competitivo tanto che ogni suo piano o iniziativa sono attuati con l'intenzione di surclassare il fratello minore. Per tutta questa serie di fattori imbastirà il piano che lo porterà ad essere nominato capo dello S.H.I.E.L.D. e intraprenderà una lotta contro tutte le altre parti in gioco per riuscirci, anche contro i suoi stessi alleati come Fury.
  - Il Ragno: coreano, agente di Gregory Stark, è il comandante in capo delle truppe impiegate nell'operazione di abbattimento del governo della Corea del Nord.
  - Tyrone Cash: mentore di Bruce Banner e ideatore delle Pillole di Hulk, è un ex-scienziato diventato gangster di professione grazie ai poteri derivatigli dalla sua formula. Viene catturato dalla squadra di Fury mentre vendeva segreti dello S.H.I.E.L.D. dicendo di agire per conto di Carol Danvers. In realtà è stato manipolato come tutti gli altri da Gregory Stark. Viene ucciso da Fury dopo avergli consegnato e spiegato il funzionamento del suo farmaco.